# ROKS Yangyang
Le ROKS Yangyang (MSH-571) est un dragueur de mines de lutte anti-sous-marine de la marine de la république de Corée (ROKN), le navire de tête de la classe Yangyang.

## Conception
Le navire mesure 60 mètres de long et 10,5 m de large. Il est équipé d’une mitrailleuse polyvalente, d’un canon principal de 20 mm et d’un véhicule de déminage (MDV). Il utilisent deux propulseurs Voith Schneider comme propulsion, pour contrôler le navire plus précisément. Pour effectuer des activités de dragage de mines, il est équipé d’un dispositif de dragage de mines mécanique/inductif et de sonars. L’équipage compte environ 50 membres.
Pour protéger le navire des mines magnétiques, la coque du navire est faite de plastique renforcé de fibre de verre, qui n’a pas d’attraction magnétique, et dure plus longtemps que les matériaux couramment utilisés. L’équipement métallique est également minimisé, pour contrôler étroitement le matériau magnétique à l’intérieur du navire. Les objets en acier qui sont introduits dans le navire, comme les boîtes de conserve, sont fortement restreints et strictement contrôlés.

## Carrière
Le ROKS Yangyang (MSH-571) a été lancé et mis en service en 1999 et était opérationnel au début de l’année 2000. Les noms des dragueurs de mines sont tirés des noms des comtés et des villes adjacents à une base navale. Le ROKS Yangyang porte le nom du District de Yangyang, province de Gangwon.